# Annemarie Weseloh

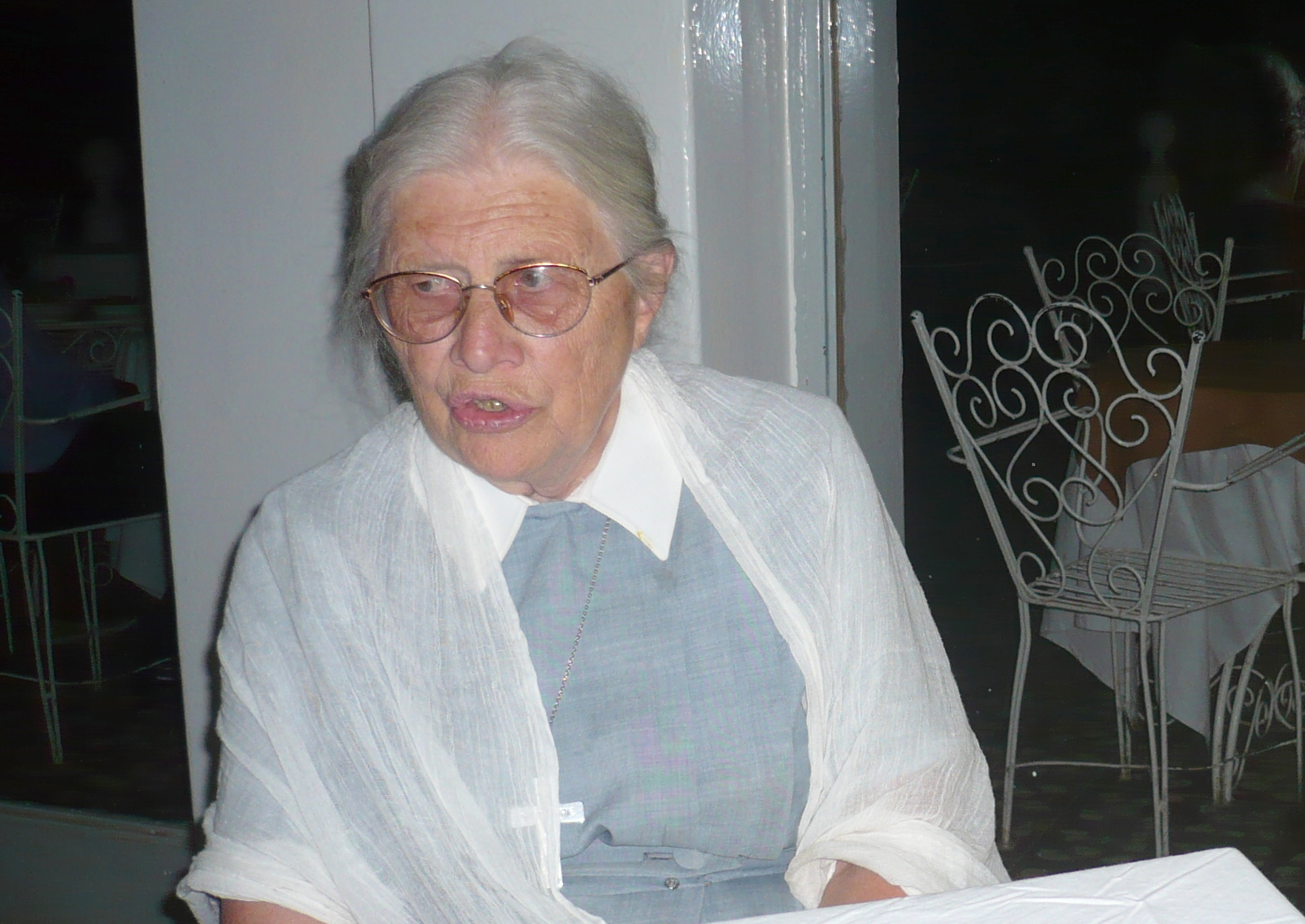
Annemarie Weseloh (2009)

Annemarie Weseloh (* 21. Januar 1928 in Fintel) ist eine Diakonisse der Hermannsburger Mission. Als Krankenschwester und Hebamme arbeitet sie seit 1958 in Äthiopien. 

## Leben
Als ältestes von acht  Bauernkindern besuchte Annemarie Weseloh die Volksschule in Fintel. Danach half sie auf dem Hof und arbeitete drei Jahre im Haushalt vom Direktor der Hermannsburger Mission. Am 3. September 1951 trat sie ins  Rotenburger Mutterhaus und lernte  Krankenpflege. Nachdem sie 1955 das Examen gemacht hatte, wurde sie in der Frauenklinik des  Universitätsklinikums Tübingen zur Hebamme ausgebildet. In Tübingen absolvierte sie am  Deutschen Institut für Ärztliche Mission auch einen dreimonatigen Kurs in Tropenmedizin.
Als noch Haile Selassie regierte, flog sie am 26. Juli 1958 zum ersten Mal nach Äthiopien. Bis 1993 arbeitete sie für die Hermannsburger Mission in Dira, Dapo-Gatcho und Challia. Dem Land und ihrer Arbeit blieb sie auch treu, als Mengistu Haile Mariam 1974 seine  Sozialistische Militärdiktatur errichtet hatte. Als sie 1991 mit dem  Äthiopischen Bürgerkrieg endete, wurde AIDS die neue Heimsuchung des Landes. So wurde Annemarie Weseloh nach ihrer Pensionierung 1993 gebeten, beim Aufbau der Organization for Social Services for Aids (OSSA) in Nekemte zu helfen. Sie war die erste, die in Kirchengemeinden und Dorfversammlungen offen über die sexuellen Zusammenhänge der Krankheit sprach. Die OSSA hat erfolgreich dazu beigetragen, die AIDS-Infektionsrate in Äthiopien zu senken und die Lebenserwartung zu verlängern. Infizierten, Kranken und Angehörigen bietet sie Hilfen im sozialen und medizinischen Bereich. Sie hat knapp 200 Patenschaften für Waisenkinder vermittelt, die ihre Eltern durch AIDS verloren haben. Auch nach dem offiziellen Ende ihrer Mitarbeit im Jahre 2001 engagiert sich Annemarie Weseloh für die OSSA. In den kühleren Monaten fast jedes Jahres reiste sie nach Nekemte. Bei ihrer letzten Reise (2018) war sie 90 Jahre alt. Helga Zielke, eine pensionierte Krankenschwester des Berufsgenossenschaftlichen Unfallkrankenhauses Hamburg, begleitete sie seit 2009 auf fünf Reisen. Das Diakonissen-Mutterhaus und Ärzte des Rotenburger Diakonieklinikums unterstützten die Arbeit in Nekemte.